# Navenchauc
Navenchauc es una localidad del estado mexicano de Chiapas. Es parte del municipio de Zinacantán.

## Demografía
| Gráfica de evolución demográfica |
|                                  |

| Censo | Población |
| ----- | --------- |
| 1910  | 283       |
| 1921  | 93        |
| 1930  | 144       |
| 1940  | 819       |
| 1950  | 1 145     |
| 1960  | 1 227     |
| 1970  | 1 337     |
| 1980  | 2 055     |
| 1990  | 3 268     |
| 2000  | 4 488     |
| 2010  | 4 625     |
| 2020  | 5 194     |